# Campeonato Argentino de Voleibol Masculino de 2015-16 - Liga A1
A Liga de Voleibol Argentina de 2015-16 - Série A é a 20ª edição desta competição organizada pela Associação de Clubes da Liga Argentina de Voleibol (ACLAV). Participam do torneio onze equipes provenientes de seis regiões argentinas, ou seja, de Buenos Aires (província), Neuquén (província), Santa Fé (província),Córdova (província da Argentina), San Juan (província da Argentina), Formosa (província).

## Equipes participantes
| Equipe              | Cidade                    | Última participação | Temporada 2014/2015 |
| ------------------- | ------------------------- | ------------------- | ------------------- |
| Bolívar Vóley       | Bolívar                   | 2014-15             | 2º                  |
| Ciudad Vóley        | Buenos Aires              | 2014-15             | 5º                  |
| Gigantes del Sur    | Neuquén (cidade)          | 2014-15             | 6º                  |
| Obras de San Juan   | San Juan (Argentina)      | 2014-15             | 10º                 |
| UNTreF Vóley        | Caseros (Buenos Aires)    | 2014-15             | 7º                  |
| UPCN San Juan Vóley | San Juan (Argentina)      | 2014-15             | 1º                  |
| Lomas Vóley         | Lomas de Zamora           | 2014-15             | 4º                  |
| La Unión de Formosa | Formosa (Argentina)       | 2014-15             | 8º                  |
| Pilar Vóley         | Pilar (Buenos Aires)      | 2014-15             | 9º                  |
| Alianza Jesús María | Jesús María (Argentina)   | A2 2014-15          | 1º                  |
| PSM Vóley           | Puerto General San Martín | 2013-14             | 10º                 |

Nota

A equipe do Boca Juniors, que terminou terceiro lugar na temporada anterior, desistiu da participação alegando dificuldades financeiras, herdando sua vaga a equipe do PSM Vóley

## Fase classificatória

### Classificação
- Vitória por 3 sets a 0 ou 3 a 1: 3 pontos para o vencedor;
- Vitória por 3 sets a 2: 2 pontos para o vencedor e 1 ponto para o perdedor.
- Não comparecimento, a equipe perde 2 pontos.
- Em caso de igualdade por pontos, os seguintes critérios servem como desempate: número de vitórias, média de sets e média de pontos.

|  |                                                 |
|  | Equipes classificadas para às quartas-de-final. |

|     |                     |     | Jogos | Jogos | Jogos | Resultados | Resultados | Resultados | Resultados | Resultados | Resultados | Sets | Sets | Sets | Pontos | Pontos | Pontos |
| Pos | Equipe              | Pts | T     | V     | D     | 3–0        | 3–1        | 3–2        | 2–3        | 1–3        | 0–3        | V    | P    | R    | V      | P      | R      |
| --- | ------------------- | --- | ----- | ----- | ----- | ---------- | ---------- | ---------- | ---------- | ---------- | ---------- | ---- | ---- | ---- | ------ | ------ | ------ |
| 1   | UPCN San Juan Vóley | 0   | 0     | 0     | 0     | 0          | 0          | 0          | 0          | 0          | 0          | 0    | 0    | MAX  | 1827   | 1602   | 1.140  |
| 2   | Lomas Vóley         | 0   | 0     | 0     | 0     | 0          | 0          | 0          | 0          | 0          | 0          | 0    | 0    | MAX  | 1893   | 1726   | 1.097  |
| 3   | Bolívar Vóley       | 0   | 0     | 0     | 0     | 0          | 0          | 0          | 0          | 0          | 0          | 0    | 0    | MAX  | 1721   | 1545   | 1.114  |
| 4   | Obras de San Juan   | 0   | 0     | 0     | 0     | 0          | 0          | 0          | 0          | 0          | 0          | 0    | 0    | MAX  | 1874   | 1781   | 1.052  |
| 5   | La Unión de Formosa | 0   | 0     | 0     | 0     | 0          | 0          | 0          | 0          | 0          | 0          | 0    | 0    | MAX  | 1708   | 1638   | 1.043  |
| 6   | Gigantes del Sur    | 0   | 0     | 0     | 0     | 0          | 0          | 0          | 0          | 0          | 0          | 0    | 0    | MAX  | 1766   | 1776   | 0.994  |
| 7   | Ciudad Vóley        | 0   | 0     | 0     | 0     | 0          | 0          | 0          | 0          | 0          | 0          | 0    | 0    | MAX  | 1686   | 1717   | 0.982  |
| 8   | PSM Vóley           | 0   | 0     | 0     | 0     | 0          | 0          | 0          | 0          | 0          | 0          | 0    | 0    | MAX  | 1743   | 1805   | 0.966  |
| 9   | UNTreF Vóley        | 0   | 0     | 0     | 0     | 0          | 0          | 0          | 0          | 0          | 0          | 0    | 0    | MAX  | 1697   | 1828   | 0.928  |
| 10  | Alianza Jesús María | 0   | 0     | 0     | 0     | 0          | 0          | 0          | 0          | 0          | 0          | 0    | 0    | MAX  | 1599   | 1770   | 0.903  |
| 11  | Pilar Vóley         | 0   | 0     | 0     | 0     | 0          | 0          | 0          | 0          | 0          | 0          | 0    | 0    | MAX  | 1407   | 1733   | 0.812  |

## Playoffs
|  | Quartas-de-final       | Quartas-de-final       | Quartas-de-final       | Quartas-de-final       | Quartas-de-final       |   |    | Semifinais                        | Semifinais                        | Semifinais                        | Semifinais                        | Semifinais                        | Semifinais                        | Semifinais                        |  |  | Final                             | Final                             | Final                             | Final                             | Final                             | Final                             | Final                             |
|  | 4 a 7 de março de 2016 | 4 a 7 de março de 2016 | 4 a 7 de março de 2016 | 4 a 7 de março de 2016 | 4 a 7 de março de 2016 |   |    | 17 de março a 24 de março de 2016 | 17 de março a 24 de março de 2016 | 17 de março a 24 de março de 2016 | 17 de março a 24 de março de 2016 | 17 de março a 24 de março de 2016 | 17 de março a 24 de março de 2016 | 17 de março a 24 de março de 2016 |  |  | 31 de março a 14 de abril de 2016 | 31 de março a 14 de abril de 2016 | 31 de março a 14 de abril de 2016 | 31 de março a 14 de abril de 2016 | 31 de março a 14 de abril de 2016 | 31 de março a 14 de abril de 2016 | 31 de março a 14 de abril de 2016 |
|  |                        |                        |                        |                        |                        |   |    |                                   |                                   |                                   |                                   |                                   |                                   |                                   |  |  |                                   |                                   |                                   |                                   |                                   |                                   |                                   |
|  | 1º                     | UPCN San Juan Vóley    | 3                      | 3                      | -                      |   |    |                                   |                                   |                                   |                                   |                                   |                                   |                                   |  |  |                                   |                                   |                                   |                                   |                                   |                                   |                                   |
|  | 8º                     | PSM Vóley              | 1                      | 2                      | -                      |   |    |                                   |                                   |                                   |                                   |                                   |                                   |                                   |  |  |                                   |                                   |                                   |                                   |                                   |                                   |                                   |
|  | 8º                     | PSM Vóley              | 1                      | 2                      | -                      |   | 1º | UPCN San Juan Vóley               | 3                                 | 3                                 | 3                                 | -                                 | -                                 |                                   |  |  |                                   |                                   |                                   |                                   |                                   |                                   |                                   |
|  |                        |                        |                        |                        |                        |   | 1º | UPCN San Juan Vóley               | 3                                 | 3                                 | 3                                 | -                                 | -                                 |                                   |  |  |                                   |                                   |                                   |                                   |                                   |                                   |                                   |
|  |                        | 4º                     | Obras de San Juan      | 0                      | 0                      | 0 | -  | -                                 |                                   |                                   |                                   |                                   |                                   |                                   |  |  |                                   |                                   |                                   |                                   |                                   |                                   |                                   |
|  | 4º                     | 4º                     | Obras de San Juan      | 0                      | 0                      | 0 | -  | -                                 | Obras de San Juan                 | 3                                 | 3                                 | -                                 |                                   |                                   |  |  |                                   |                                   |                                   |                                   |                                   |                                   |                                   |
|  | 4º                     |                        |                        |                        |                        |   |    |                                   | Obras de San Juan                 | 3                                 | 3                                 | -                                 |                                   |                                   |  |  |                                   |                                   |                                   |                                   |                                   |                                   |                                   |
|  | 5º                     | La Unión de Formosa    | 0                      | 0                      | -                      |   |    |                                   |                                   |                                   |                                   |                                   |                                   |                                   |  |  |                                   |                                   |                                   |                                   |                                   |                                   |                                   |
|  |                        |                        |                        |                        |                        |   |    |                                   |                                   |                                   |                                   |                                   |                                   |                                   |  |  | 1º                                | UPCN San Juan Vóley               | 3                                 | 3                                 | 0                                 | 2                                 | 3                                 |
|  |                        |                        | 3º                     | Bolívar Vóley          | 1                      | 2 | 3  | 3                                 | 1                                 |                                   |                                   |                                   |                                   |                                   |  |  |                                   |                                   |                                   |                                   |                                   |                                   |                                   |
|  | 2º                     | Lomas Vóley            | 3                      | 3                      | -                      |   |    |                                   |                                   |                                   |                                   |                                   |                                   |                                   |  |  |                                   |                                   |                                   |                                   |                                   |                                   |                                   |
|  | 7º                     | Ciudad Vóley           | 1                      | 0                      | -                      |   |    |                                   |                                   |                                   |                                   |                                   |                                   |                                   |  |  |                                   |                                   |                                   |                                   |                                   |                                   |                                   |
|  | 7º                     | Ciudad Vóley           | 1                      | 0                      | -                      |   | 2º | Lomas Vóley                       | 2                                 | 0                                 | 0                                 | -                                 | -                                 |                                   |  |  |                                   |                                   |                                   |                                   |                                   |                                   |                                   |
|  |                        |                        |                        |                        |                        |   | 2º | Lomas Vóley                       | 2                                 | 0                                 | 0                                 | -                                 | -                                 |                                   |  |  |                                   |                                   |                                   |                                   |                                   |                                   |                                   |
|  |                        | 3º                     | Bolívar Vóley          | 3                      | 3                      | 3 | -  | -                                 |                                   |                                   |                                   |                                   |                                   |                                   |  |  |                                   |                                   |                                   |                                   |                                   |                                   |                                   |
|  | 3º                     | 3º                     | Bolívar Vóley          | 3                      | 3                      | 3 | -  | -                                 | Bolívar Vóley                     | 3                                 | 3                                 | -                                 |                                   |                                   |  |  |                                   |                                   |                                   |                                   |                                   |                                   |                                   |
|  | 3º                     |                        |                        |                        |                        |   |    |                                   | Bolívar Vóley                     | 3                                 | 3                                 | -                                 |                                   |                                   |  |  |                                   |                                   |                                   |                                   |                                   |                                   |                                   |
|  | 6º                     | Gigantes del Sur       | 0                      | 0                      | -                      |   |    |                                   |                                   |                                   |                                   |                                   |                                   |                                   |  |  |                                   |                                   |                                   |                                   |                                   |                                   |                                   |

## Classificação final
| Posição           | Equipe              | Classificação                                          |
| ----------------- | ------------------- | ------------------------------------------------------ |
| Medalha de ouro   | UPCN San Juan Vóley | Sul-Americano de Clubes de 2017--> · Liga A1 2016/2017 |
| Medalha de prata  | Bolívar Vóley       | Liga A1 2016/2017                                      |
| Medalha de bronze | Lomas Vóley         | Liga A1 2016/2017                                      |
| 4                 | Obras de San Juan   | Liga A1 2016/2017                                      |
| 5                 | La Unión de Formosa | Liga A1 2016/2017                                      |
| 6                 | Gigantes del Sur    | Liga A1 2016/2017                                      |
| 7                 | Ciudad Vóley        | Liga A1 2016/2017                                      |
| 8                 | PSM Vóley           | Liga A1 2016/2017                                      |
| 9                 | UNTreF Vóley        | Liga A1 2016/2017                                      |
| 10                | Alianza Jesús María | Liga A1 2016/2017                                      |
| 11                | Pilar Vóley         | Liga A1 2016/2017                                      |

## Premiações
| LVA 2015-16                                       |
| Buenos Aires (província)                          |
| ------------------------------------------------- |
| UPCN San Juan Vóley Campeão (6° título Argentino) |

### Individuais
As atletas que se destacaram individualmente foram.:
| MVP da Final              | Nikolay Uchikov       | UPCN San Juan Vóley |
| Maior pontuador           | Nikolay Uchikov       | UPCN San Juan Vóley |
| Melhor atleta estrangeiro | Nikolay Uchikov       | UPCN San Juan Vóley |
| Melhor atleta nacional    | Nicolás Bruno         | Bolívar Vóley       |
| Revelação                 | Bruno Lima            | Obras de San Juan   |
| Melhor central            | Martín Ramos          | UPCN San Juan Vóley |
| 2° Melhor central         | Tiago Enrique Barth   | Bolívar Vóley       |
| Melhor ponteiro           | Bruno Lima            | Obras de San Juan   |
| 2° Melhor ponteiro        | Lisandro Zanotti      | Lomas Vóley         |
| Melhor oposto             | Nikolay Uchikov       | UPCN San Juan Vóley |
| Melhor levantador         | Sebastián Brajkovic   | UPCN San Juan Vóley |
| Melhor líbero             | Alexis Rubén González | Bolívar Vóley       |